# Tratto vocale

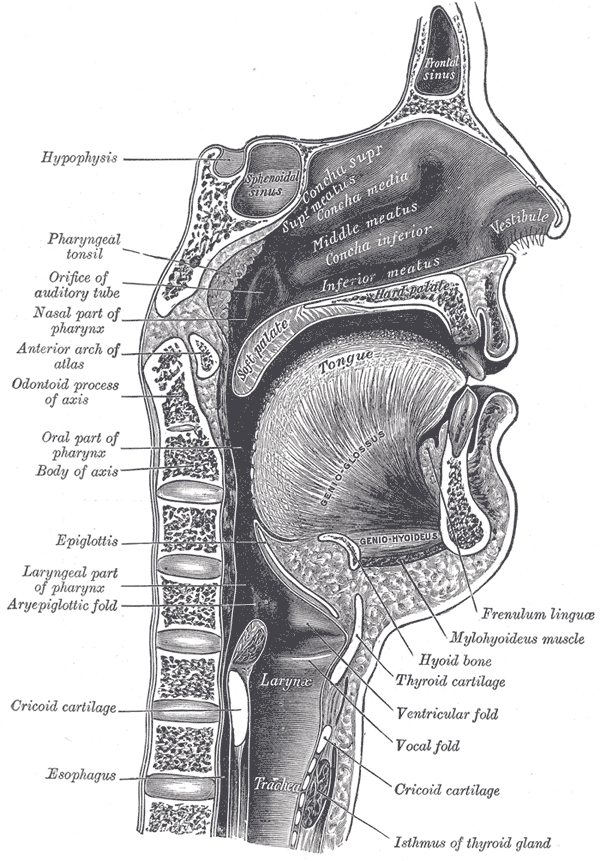
sezione sagittale del tratto vocale umano

Negli esseri umani e nel mondo animale, il tratto vocale (o condotto vocale) è la cavità nel quale il suono viene filtrato, dopo essere stato prodotto dalla sorgente sonora (la laringe nei mammiferi; la siringe negli uccelli).

## Nel genere umano
Può essere diviso in tre cavità: cavità della gola, cavità orale e cavità nasale. Appartengono al tratto vocale anche la lingua, le labbra, i denti, il palato, il palato molle e l'ugola.
Si stima che la lunghezza media del tratto vocale sia di 16.9 cm nei maschi adulti, e di 14.1 nelle femmine adulte
Sordo o sonoro, il respiro polmonare attraversa questo canale attraverso cui raggiunge tre possibili cavità: gola, bocca, naso.
Quando il velo palatìno si rilascia e ostruisce l'accesso alle fosse nasali, il canale del tratto vocale si dice gutturo-boccale (attraversa la bocca e la gola). Se invece il velo palatino si abbassa, impedendo la respirazione della bocca, il canale vocale si dice gutturo-nasale (attraversa i condotti della gola e del naso).
L'aria proveniente dai polmoni risuona nel tratto vocale che lo carica di armoniche che arricchiscono di un timbro particolare l'armonica fondamentale del suono entrante, fatto avvertito nella fonologia della lingua francese.
Nella sua forma umana moderna, il tratto vocale risale a circa 150.000 anni fa. La sua funzione nel tempo si sarebbe specializzata in due componenti distinte: la produzione sonora, e la modellazione del suono.

## Negli altri animali
Negli uccelli è composto dalla trachea, la siringe, la cavità orale, la parte superiore del becco e l'esofago.
Nei mammiferi, dall'apertura comune di laringe e trachea, all'estremità inferiore della cartilagine cricoide, dove continua fino alla trachea, la faringe, la cavità orale e le narici nasali.